# Gilberto Piquet Herrera
Gilberto Piquet Herrera (ur. 4 marca 1989) – kubański zapaśnik w stylu klasycznym. Zajął 29. miejsce na mistrzostwach świata w 2013. Złoto mistrzostw panamerykańskich w 2013 i 2015. Mistrz Ameryki Środkowej i Karaibów w 2014 roku.